# Пономарёв, Константин Николаевич
Константин Николаевич Пономарёв — советский хозяйственный, государственный и политический деятель.

## Биография
Родился в 1902 году в Оренбурге. Член КПСС с 1920 года.
С 1919 года — на хозяйственной, общественной и политической работе. В 1919—1958 гг. — красноармеец, в органах ВЧК, на Южном фронте, на флоте, на кооперативной и партийной работе в Оренбургской области, работник Дмитровского ИТЛ, ид начальника 2 отдела УНКВД Орловской области, 1-й секретарь Орского горкома ВКП(б), участник Великой Отечественной войны, начальник особого отдела НКВД, ОКР СМЕРШ 362-й стрелковой дивизии, начальник ОКР СМЕРШ 11-й гвардейской армии, на партийной работе в Оренбургской области, первый секретарь Оренбургского горкома КПСС.
Избирался депутатом Верховного Совета РСФСР 4-го созыва. Делегат XVIII, XIX и XX съездов КПСС.
Умер в Оренбурге в 1980 году.

## Награды
- орден Ленина
- орден Красного Знамени
- ордена Отечественной войны 1 и 2 степени
- орден Трудового Красного Знамени
- орден Красной Звезды